# Tournoi de tennis de Ségovie
L'Open Castilla y León est un tournoi international de tennis masculin du circuit professionnel Challenger. Il a lieu tous les ans au mois de juillet à Ségovie, en Espagne. Il a été créé en 1986 (en tant que tournoi de la RFET) et se joue sur dur en extérieur dans le club d'El Espinar. Il rejoint le calendrier mondial de l'ATP dès sa sixième édition en 1991.
Le tournoi qui fête ses 30 ans d'existence en 2021 est l'un des plus anciens encore organisé en catégorie Challenger. Fondé par Pedro Muñoz, ancien président de la Fédération espagnole de tennis, il est l'un des rares en Espagne à être disputé sur surface dure. Il est soutenu financièrement par la région de Castille-et-León. Il est actuellement dirigé par l'ancienne joueuse Virginia Ruano Pascual. Le club est rebaptisé en Pedro Munoz Municipal Tennis Complex en hommage à son fondateur, décédé en janvier 2021.
Il fait partie du USTA Pro Circuit Wild Card Challenge qui permet de déterminer quel joueur américain obtient l'invitation pour disputer l'US Open.
Depuis 2015, un tournoi professionnel féminin du circuit ITF se déroule conjointement au tournoi masculin.

## Palmarès messieurs

### Simple
| Année | Vainqueur                              | Finaliste                              | Score                                  |
| ----- | -------------------------------------- | -------------------------------------- | -------------------------------------- |
| 1991  | Javier Sánchez                         | Francisco Montana                      | 6-3, 6-2                               |
| 1992  | Guillaume Raoux                        | Joern Renzenbrink                      | 7-6, 7-6                               |
| 1993  | Alex Antonitsch                        | Jordi Burillo                          | 6-3, 6-3                               |
| 1994  | Rodolphe Gilbert                       | Markus Zoecke                          | 6-2, 6-4                               |
| 1995  | Rodolphe Gilbert                       | Emilio Sánchez                         | 7-6, 7-6                               |
| 1996  | Jérôme Golmard                         | Emilio Sánchez                         | 6-4, 6-3                               |
| 1997  | Jordi Burillo                          | Nicolas Escudé                         | 6-3, 2-1 ab.                           |
| 1998  | Radek Štěpánek                         | Alex Rădulescu                         | 7-5, 7-5                               |
| 1999  | Cyril Saulnier                         | Sergi Bruguera                         | 6-4, 7-5                               |
| 2000  | Sergi Bruguera                         | Jan Siemerink                          | 5-7, 6-3, 6-0                          |
| 2001  | Juan Ignacio Chela                     | Oleg Ogorodov                          | 6-2, 6-3                               |
| 2002  | Olivier Mutis                          | Fernando Verdasco                      | 6-4, 6-2                               |
| 2003  | Rafael Nadal                           | Tomáš Zíb                              | 6-2, 7-61                              |
| 2004  | Paul-Henri Mathieu                     | Nicolas Mahut                          | 64-7, 6-4, 6-4                         |
| 2005  | Michael Berrer                         | Wang Yeu-tzuoo                         | 7-5, 66-7, 6-1                         |
| 2006  | Juan Martín del Potro                  | Benjamin Becker                        | 6-4, 5-7, 6-4                          |
| 2007  | Fernando Verdasco                      | Alun Jones                             | 6-2, 6-4                               |
| 2008  | Serhiy Stakhovsky                      | Thiago Alves                           | 7-5, 7-64                              |
| 2009  | Feliciano López                        | Adrian Mannarino                       | 6-3, 6-4                               |
| 2010  | Daniel Gimeno-Traver                   | Adrian Mannarino                       | 6-4, 7-62                              |
| 2011  | Karol Beck                             | Grégoire Burquier                      | 6-4, 7-64                              |
| 2012  | Evgeny Donskoy                         | Albano Olivetti                        | 6-1, 7-611                             |
| 2013  | Pablo Carreño Busta                    | Albano Olivetti                        | 6-4, 7-62                              |
| 2014  | Adrian Mannarino                       | Adrián Menéndez Maceiras               | 6-3, 6-0                               |
| 2015  | Evgeny Donskoy                         | Marco Chiudinelli                      | 7-62, 6-3                              |
| 2016  | Luca Vanni                             | Illya Marchenko                        | 6-4, 3-6, 6-3                          |
| 2017  | Jaume Munar                            | Alex De Minaur                         | 6-3, 6-4                               |
| 2018  | Ugo Humbert                            | Adrián Menéndez Maceiras               | 6-3, 6-4                               |
| 2019  | Nicola Kuhn                            | Pavel Kotov                            | 6-2, 7-64                              |
| 2020  | Édition annulée (pandémie de Covid-19) | Édition annulée (pandémie de Covid-19) | Édition annulée (pandémie de Covid-19) |
| 2021  | Benjamin Bonzi                         | Tim van Rijthoven                      | 7-610, 3-6, 6-4                        |

### Double
| Année | Vainqueurs                                 | Finalistes                                    | Score                                  |
| ----- | ------------------------------------------ | --------------------------------------------- | -------------------------------------- |
| 1991  | Francisco Clavet Javier Sánchez            | Juan Carlos Báguena José Clavet               | 7-6, 6-2                               |
| 1992  | Michael van der Berg Joost Wijnhoud        | Nduka Odizor Roberto Saad                     | 7-6, 7-6                               |
| 1993  | Juan Ignacio Carrasco Mark Petchey         | Maurice Ruah Roger Smith                      | 6-2, 7-5                               |
| 1994  | Rodolphe Gilbert Stéphane Simian           | Sergio Casal Emilio Sánchez                   | 6-4, 3-6, 7-6                          |
| 1995  | Rodolphe Gilbert Guillaume Raoux           | Sergio Casal Emilio Sánchez                   | 6-4, 6-3                               |
| 1996  | Jordi Burillo Emilio Sánchez               | José Antonio Conde Nuno Marques               | 6-4, 7-5                               |
| 1997  | João Cunha e Silva Nuno Marques            | Juan Ignacio Carrasco Brian Eagle             | 6-7, 6-2, 6-4                          |
| 1998  | Radek Štěpánek Tomáš Zíb                   | Juan Ignacio Carrasco Ruben Fernandez-Gil     | 6-3, 7-6                               |
| 1999  | Roger Federer Sander Groen                 | Ota Fukárek Alejandro Hernández               | 6-4, 7-6                               |
| 2000  | Ashley Fisher Jason Weir-Smith             | Jordan Kerr Damien Roberts                    | 7-65, 6-1                              |
| 2001  | Wesley Moodie Shaun Rudman                 | Neville Godwin Marcos Ondruska                | 7-65, 6-3                              |
| 2002  | Tim Crichton Todd Perry                    | Karol Beck Sander Groen                       | 5-7, 7-63, 6-4                         |
| 2003  | Ota Fukárek Tripp Phillips                 | Jean-François Bachelot Emilio Benfele Álvarez | 6-4, 7-68                              |
| 2004  | Igor Kunitsyn Vladimir Voltchkov           | Daniel Muñoz de la Nava Iván Navarro          | 3-6, 6-3, 6-2                          |
| 2005  | Marcel Granollers Álex López Morón         | Daniele Bracciali Uros Vico                   | 6-4, 6-2                               |
| 2006  | Paul Baccanello Chris Guccione             | Johan Landsberg Filip Prpic                   | 6-3, 7-62                              |
| 2007  | Rohan Bopanna Aisam-Ul-Haq Qureshi         | Michel Kratochvil Gilles Müller               | 7-68, 6-3                              |
| 2008  | Ross Hutchins Jim Thomas                   | Jaroslav Levinský Filip Polášek               | 7-63, 3-6, [10-8]                      |
| 2009  | Nicolas Mahut Édouard Roger-Vasselin       | Serhiy Stakhovsky Lovro Zovko                 | 64-7, 6-3, [10-8]                      |
| 2010  | Thiago Alves Franco Ferreiro               | Brian Battistone Harsh Mankad                 | 6-2, 5-7, [10-8]                       |
| 2011  | Johan Brunström Frederik Nielsen           | Nicolas Mahut Lovro Zovko                     | 6-2, 3-6, [10-6]                       |
| 2012  | Stefano Ianni Florin Mergea                | Konstantin Kravchuk Nikolaus Moser            | 6-2, 6-3                               |
| 2013  | Ken Skupski Neal Skupski                   | Mikhail Elgin Uladzimir Ignatik               | 6-3, 64-7, [10-6]                      |
| 2014  | Victor Baluda Alexander Kudryavtsev        | Brydan Klein Nikola Mektić                    | 6-2, 4-6, [10-3]                       |
| 2015  | Alexander Kudryavtsev Denys Molchanov      | Aliaksandr Bury Andreas Siljeström            | 6-2, 6-4                               |
| 2016  | Purav Raja Divij Sharan                    | Joaquín Muñoz-Hernández Akira Santillan       | 6-3, 4-6, [10-8]                       |
| 2017  | Adrián Menéndez Maceiras Serhiy Stakhovsky | Roberto Ortega Olmedo David Vega Hernández    | 4-6, 6-3, [10-7]                       |
| 2018  | Andrés Artuñedo David Pérez Sanz           | Matías Franco Descotte João Monteiro          | 63-7, 6-3, [10-6]                      |
| 2019  | Sander Arends David Pel                    | Orlando Luz Felipe Meligeni Alves             | 6-4, 7-63                              |
| 2020  | Édition annulée (pandémie de Covid-19)     | Édition annulée (pandémie de Covid-19)        | Édition annulée (pandémie de Covid-19) |
| 2021  | Robert Galloway Alex Lawson                | Juan Cruz Aragone Nicolás Barrientos          | 7-68, 6-4                              |

## Palmarès dames

### Simple
| Année | Dotation | Vainqueur                 | Finaliste                 | Score         |
| ----- | -------- | ------------------------- | ------------------------- | ------------- |
| 2015  | 10 000 $ | Rocío de la Torre-Sánchez | Clothilde de Bernardi     | 6-4, 3-6, 6-4 |
| 2016  | 10 000 $ | Jessika Ponchet           | Rocío de la Torre-Sánchez | 6-4, 6-2      |
| 2017  | 25 000 $ | Paula Badosa Gibert       | Ayla Aksu                 | 6-2, 6-4      |
| 2018  | 25 000 $ | Liudmila Samsonova        | Başak Eraydın             | 6-2, 6-0      |
| 2019  | 25 000 $ | Arantxa Rus               | Julia Terziyska           | 6-4, 6-1      |

### Double
Les paires suivantes ont remporté l'Open Castilla y León en double :
- 2015 :  Olga Parres Azcoitia /  Camilla Rosatello
- 2016 :  Charlotte Römer /  Sarah-Rebecca Sekulic
- 2017 :  Quinn Gleason /  Luisa Stefani
- 2018 :  Marina Bassols Ribera /  Olga Parres Azcoitia
- 2019 :  Marina Bassols Ribera /  Feng Shuo